# Polgooth
Polgooth är en by i Cornwall distrikt i Cornwall grevskap i England. Byn är belägen 17,2 km 
från Truro. Orten har 1 140 invånare (2015).